# Вилле, Фриц фон
Фридрих (Фриц) Густав Август Юлиус Филипп Рудольф фон Вилле (нем. Friedrich (Fritz) Gustav August Julius Philipp Rudolf von Wille, * 21 апреля 1860 г. Веймар; † 16 февраля 1941 г. Дюссельдорф) - немецкий художник-пейзажист, профессор живописи, владелец замка Керпен в регионе Эйфель на западе Германии. 

## Жизнь и творчество
Фридрих фон Вилле родился в семье художников, Августа фон Вилле(1828–1887) и его супруги Клары фон Вилле (1837–1883). Семье фон Вилле было в 1780 году в Гессене пожаловано дворянское звание. С 1863 года Фридрих рос в Дюссельдорфе. Художественное образование получил в 1879-1882 годах в Академии искусств Дюссельдорфа, принадлежал к дюссельдорфской школе живописи. В академии посещал классы Иоганна Петера Янсена-старшего, Андреаса Мюллера и Генриха Лауэнштейна, в то же время пейзажной живописью начал заниматься самостоятельно. С 1880 -е годы художник много путешествует по Германии, в 1885-1886 и в 1891 годы посещает итальянскую Ривьеру. В 1904 и в 1925 годах он живёт и работает в Норвегии. В 1886 году фон Вилле вступает в союз художников Дюссельдорфа «Малькастен» (Malkasten). 
Наиболее продуктивный период творчество художника приходится на 1890-1910 годы. В своей мастерской в Дюссельдорфе в это время он создаёт свои самые известные пейзажи. Если в начале своего творчества художник находился под влиянием отца, Августа фон Вилле, то в 1900-1910 годы его работы можно отнести к такому направлению, как югендштиль. Начиная с 1885 года фон Вилле регулярно посещает для работы там горный регион Эйфель на западе Германии. С 1899 года он летние месяцы постоянно проводит в Эйфеле, ставшем его вторым местожительством. В 1911 году фон Вилле с семьёй окончательно переезжает в замок Керпен в этом горном регионе, который купил. В 1904-1905 годах в дюссельдорфской «Старой картинной галерее» проходит персональная выставка фон Вилле его «Эйфельской коллекции» пейзажей. Ещё при жизни мастер получил прозвище «живописца Эйфеля». После 1895 года он был награэждён за свои эти работы многочисленными медалями художественных конкурсов (1895, серебряная медаль, Лондон; 1901, золотая медаль, Мюнхен; 1905, серебряная медаль, Зальцбург; 1906, золотая медаль, Вена; 1909, Большая государственная золотая медаль, вена). Картины художника покупают государственные музеи Берлина, Мюнхена, Дюссельдорфа, Аахена, Штутгарта, Бонна и др., В 1908 году на Большой берлинской художественной выставке германским императором Вильгельмом II была куплена картина фон Вилле «Синие цветы». В 1910 году ему присваивается звание профессора. После встречи с Вильгельмом II в 1911 году фон Вилле награждается орденом Красного орла 4 -го класса. В 1911 и в 1913 годах занимается также крупномасштабной настенной живописью. Был членом масонской ложи «К правде и верности» (Zur Wahrheit und Treue). Участник Первой мировой войны, офицер ландштурма, батальона «Эрбельфельд» (во Франции).  
После окончания Первой мировой войны, вследствие разрушения хозяйства Германии и инфляции, фон Вилле потерял своё состояние и обеднел. В этот период он создаёт мало новых работ, преимущественно копируя ранее созданные. Скончался в феврале 1941 года в своём дюссельдорфском ателье, похоронен в семейном склепе замка Керпен. Наиболее полное собрание картин фон Вилле хранится в музее его имении в городе Битбург а Эйфеле (более 100 полотен(). Произведения художника также являлись мотивами для книжных иллюстраций, календарей и почтовых открыток. 

## Память
Улицы, названные именем художника, есть в Дюссельдорфе, Трире и Керпене. 

## Галерея
- Морской прибой на Зильте, 1894.
- Зима в Бевингене, 1914.
- Цветущте маки в Эйфеле, 1941.
- Селение близ замка.
- Замок Керпен с цветущими яблонями.

## Дополнения
- Literaturliste im Online-Katalog Государственная библиотека, Берлин]]
- страница художника auf eifel-und-kunst.de
- Fritz von Wille Haus Beda (биография)
- Fritz von Wille (deutsch, 1860–1941) на artnet.de
- Fritz von Wille malt die Tomburg im Herbst. Der Maler, sein Werk und ein restauriertes Gemälde. (PDF)